# Archiwum Narodowe Kambodży
Archiwum Narodowe Kambodży – archiwum narodowe w Phnom Penh w Kambodży.

## Historia
Budynek archiwum został wybudowany w latach 1921–1926, a jego otwarcie miało miejsce w październiku 1926 roku. Po przejęciu władzy przez Czerwonych Khmerów w 1975 roku archiwum zostało zamknięte, a miejsce dokumentów na pólkach zajęła żywność i akcesoria kuchenne. Archiwum ponownie otwarto w 1980 roku. W 1984 roku rząd utworzył Archiwum Narodowe, a w 1986 roku odłączył je od Biblioteki Narodowej. Od 1995 roku Archiwum jest członkiem Międzynarodowej Rady Archiwów. Archiwum otrzymuje wsparcie z Japonii, Francji i Niemiec. W 2001 roku  archiwum otrzymało od ambasady Austrii komputery i środki na konserwację zbiorów, a ambasada Szwajcarii pomogła w remoncie budynku i  utworzeniu strony internetowej.

## Zbiory
Archiwum gromadzi następujące grupy dokumentów:
- Dokumenty, w tym mapy i plany z lat 1863–1954 z okresu gdy Kambodża była kolonią francuską.
- Dokumenty związane z działalnością rządu wydane po 1970 roku.
- Prasa z okresu administracji francuskiej w Kambodży, w tym publikacje urzędowe wydawane do 1972 roku, a zawierające wszystkie ustawy, dekrety, decyzje, nominacje i inne oficjalne akty administracji kolonialnej.
- Dokumenty dotyczące handlu wewnętrznego i zagranicznego reżimu Pol Pota. Wśród dokumentów znajduje się ponad 100 000 stron akt handlowych z Ministerstwa Handlu Demokratycznej Kampuczy.
- Akta Trybunału Ludowego, który powstał w 1979 roku po upadku Demokratycznej Kampuczy Pol Pota, które zawierają pisemne zeznania ocalałych. Zostały one przetłumaczone z języka khmerskiego na francuski i angielski.
- Publikacje o Kambodży lub publikowane w Kambodży od okresu kolonialnego do dziś. Znajdują się w nim przemówienia i oświadczenia polityczne króla Norodoma Sihanouka (ponad 3500 dokumentów).
- Gazety od lat dwudziestych XX wieku wydawane w języku francuskim, khmerskim, chińskim i wietnamskim.
- Zbiór fotografii, w tym ponad 2000 czarno-białych fotografii z lat 1961-1969.
- Dokumenty życia społecznego (w tym plakaty).